# James George Frazer
James George Frazer (Glasgow, 1 de gener de 1854 – Cambridge, 7 de maig de 1941), antropòleg escocès, fou dels primers estudiosos moderns sobre màgia, mitologia i religió comparada.

## Biografia
Frazer va dur una vida aïllada i tranquil·la, i malgrat la ceguesa que va patir des de 1930, aquesta rutina li va permetre escriure una impressionant quantitat d'estudis, mentre exercia la docència. Va rebre el títol de Sir i va ser membre de la Royal Society.

## Tesi
El major qüestionament a La branca daurada és que la seva tesi no està prou provada, malgrat la qual cosa impressiona la capacitat de Frazer de relacionar diferents mites i rituals de diverses cultures que semblen abonar molt seriosament la idea que màgia, ciència i religió no marxen per camins distints. Partint d'un petit problema, com era el d'explicar la norma que regulava la successió del sacerdoci de la deessa Diana a Arícia, Itàlia, l'obra es va multiplicar i va ramificar, abastant els mites i déus agrícoles, els mites de la vegetació, les víctimes propiciatòries, la màgia, els al·lucinògens, els ritus de fertilitat, el temor als morts en el naixement de les religions, i la religió mateixa.
La seva tesi que els errors de la màgia van conduir a les religions, i que la ciència no procedeix de manera molt distinta en les seves idees generals, van ser el centre de la controvèrsia, que no invalida la idea que percepcions i temors semblants van crear semblants mites en totes les cultures; i que totes les cultures van tancar en els seus mites una similar intuïció sobre l'univers i un mateix sentiment sobre el seu caràcter sagrat, més enllà de l'enteniment.
Malgrat tot l'obra de Frazer pateix dels inconvenients típics del pensament vuitcentista. La idea darwiniana d'evolució que tant va influir amb tots els pensadors de la seva època anava sempre aparellada a la idea de progrés. Per això Frazer pren per evidents dos supòsits, que la història de la humanitat reflecteix aquesta evolució i progressió i que la societat occidental és la cúspide d'aquest procés de desenvolupament.
Influenciat per aquestes idees Frazer traça un reduït esquema evolutiu del pensament al llarg de la Història de la humanitat, segons el qual en els estadis primers de civilització es donaria la Màgia, que progressivament seria substituïda per la Religió. Aquesta finalment seria reemplaçada per la Ciència, que és un coneixement més veritable, en un estadi superior de desenvolupament del pensament i el coneixement humà. Aquest esquema tenia i té totes les connotacions ideològiques dels intel·lectuals del seu temps.

## Obra
Les seves obres comprenen: 
- Totemism 1887, en la qual es va basar el famós estudi de Sigmund Freud titulat Tòtem i tabú;
- Totemism and Exogamy 1910,
- The Scapegoat 1913,
- The Fear of the Dead in Primitive Religion (El temor a la mort en la religió primitiva, 3 vols., 1933-1936) i
- Antologia antropològica (4 vols., 1938-1939).

La seva obra principal va ser The Golden Bough (La branca daurada), publicada en dos volums el 1890 i que es va incrementar fins a arribar a dotze volums, que el seu propi autor va reduir a un, en forma de síntesi, l'any 1922. Qüestionada i lloada, aquesta obra és una fita dels estudis sobre màgia i religió i va influir en les obres d'importants escriptors, com T. S. Eliot, W. B. Yeats i James Joyce.